# Гвинейские мангры

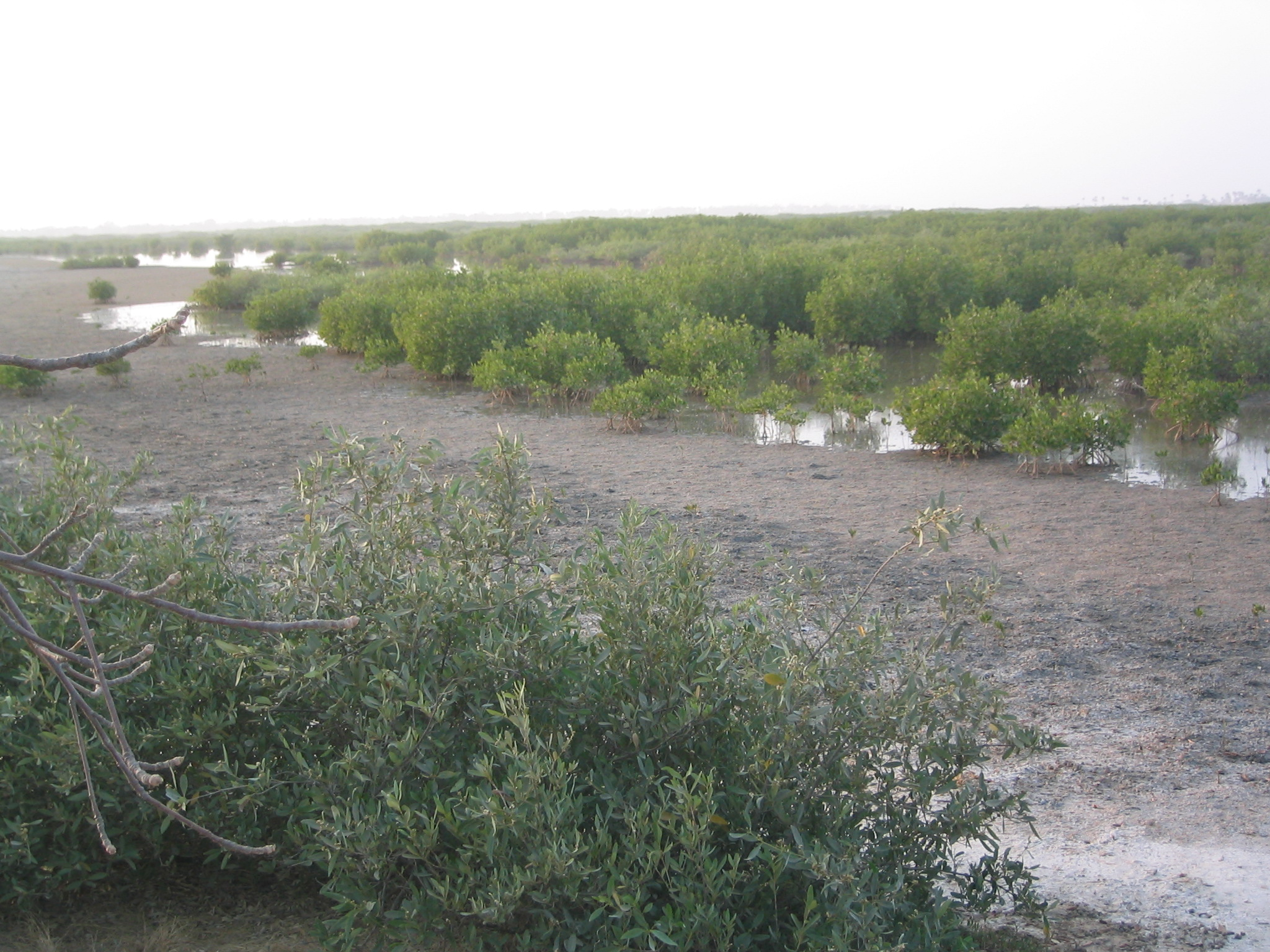

Гвинейские мангры на карте Западной Африки

Гвинейские мангры — прибрежный регион мангровых болот в реках и устьях рек, впадающих в океан, который находится в Западной Африке на побережье Сенегала, Гамбии, Гвинеи-Бисау, Гвинеи, Сьерра-Леоне, Либерии, Кот-д’Ивуара и Ганы.

## Местоположение и описание
Гвинейские мангры встречаются в дельтах рек Салум и Казаманс в Сенегале, в нижнем течении бассейна реки Гамбия, на большей части побережья Гвинеи-Бисау, в том числе на реках Кашёу и Мансоа, на северной границе Гвинеи и на большей части побережья Сьерра-Леоне, в том числе на реке Шербро.

Мангры процветают в неглубоких прибрежных бухтах и эстуариях, где тёплая солёная вода океанских приливов поднимается вверх по рекам, в этом регионе вода поднимается на расстояние до 100 км, как, например, на реке Кашёу в Гвинее-Бисау.

## Флора
Мангры состоят из различных сочетаний следующих растений: виды рода ризофора (Rhizophora), белое мангровое дерево (Laguncularia racemosa) и конокарпус прямостоячий (Conocarpus erectus), который вырастает до 10 метров в высоту среди больших пространств ризофоры, и авиценнии (Avicennia)

## Фауна
Мангровые болота являются важными пищевыми угодьями рыб, птиц и животных. Морская флора и фауна включает устриц и креветок. Млекопитающие представлены африканским ламантином (Trichechus senegalensis). Среди птиц в этих влажных областях встречаются исполинская цапля (Ardea goliath), рыжая цапля (Ardea purpurea), египетская цапля (Bubulcus ibis), зелёная кваква (Butorides striatus), береговая цапля (Egretta gularis), обыкновенный фламинго (Phoenicopterus roseus), малый фламинго (Phoenicopterus minor), белая колпица (Platalea alba) и священный ибис (Threskiornis aethiopicus).

## Угрозы и охрана
Мангры находятся под угрозой, так как деревья вырубаются на древесину и дрова или для очистки земли для сельского хозяйства, например, для выращивания риса. В южной части Сенегала прилагают усилия к тому, чтобы пересадить их. Городские районы вблизи мангровых лесов включают столицу Гамбии Банжул и столицу Гвинеи-Бисау Бисау. На территории Гвинейских мангров находятся следующие национальные парки: Дельта-де-Салум и Бассе Касаманс в Сенегале, Национальный парк Ниуми в Гамбии и Тарафес де Качеу в Гвинее-Бисау.